# Böszörményi Géza
Böszörményi Géza (Debrecen, 1924. június 2. – Budapest, 2004. augusztus 21.) Kossuth-díjas magyar filmrendező, forgatókönyvíró, érdemes művész. Felesége Gyarmathy Lívia Kossuth-díjas filmrendező volt.

## Életpályája
Apja, dr. Böszörményi-Nagy Géza (1892–1953), egyetemi tanár, a kaposvári kórház főorvosa, anyja Rimanóczy Róza. Anyai nagyszülei rimanóczi Rimanóczy Kálmán, és Janky Auguszta (1876–1925) voltak.
1934 és 1942 között a m. kir. Rákóczi Ferenc honvéd katonai nevelőintézetben tanult Sopronban. Az érettségi vizsga után polgári vonalon szeretett volna tovább tanulni, de mivel a családja nem tudta visszafizetni a 8 éves honvédségi képzés költségeit, így a m. kir. Bólyai János honvéd műszaki akadémiára felvételizett. 1944. augusztus 20-án avatták műszaki hadnaggyá, és a piliscsabai vegyiharc zászlóaljhoz vezényelték. Novemberben jelentkezett a Hunyadi páncélgránátos hadosztályba, ennek kötelékéből esett amerikai hadifogságba már német területen. Innen megszökve 1945 nyarán tért haza.
Itthon a Pázmány Péter Tudományegyetem vegyész szakát végezte el 1945-48 között, 1956–1964 között vegyészmérnökként dolgozott. A Színház- és Filmművészeti Főiskola rendezői szakán szerzett diplomát 1968-ban, ahol Herskó János tanítványa volt. 1968-tól a Mafilm rendezője volt. Játékfilmjei mellett dokumentumfilmjeiről ismert. 
Felesége Gyarmathy Lívia, aki dokumentumfilmjei készítésében is részt vett. Erdey Sándor A recski tábor rabjai című, több kiadást megért dokumentum kötete végén található névsor szerint Böszörményi Nagy Géza is a recski internálótábor foglya volt.

## Filmjei

### Forgatókönyvíróként
- Ismeri a szandi mandit? (1969) (színész is)
- Madárkák (1971) (filmrendező is)
- Álljon meg a menet! (1973)
- Autó (1974)
- Az utolsó tánctanár (1975) (filmrendező is)
- Szívzűr (1981) (filmrendező is)
- Együttélés (1983)
- Egy kicsit én, egy kicsit te (1984)
- Laura (1986) (filmrendező is)
- A csalás gyönyöre (1989)
- Vörös Colibri (1995)
- Szökés (1996)
- Mélyen őrzött titkok (2004)

### Filmrendezőként
- Illetlen fotók (1970)
- Autók és emberek (1973)
- Hungarian Dracula (1983)
- Faludy György, költő (1988)
- Recsk 1950-1953, egy titkos kényszermunkatábor története (1989)
- 'Hol zsarnokság van' (Egy bíró visszaemlékezései) (1989)

### Színészként
- Apa (1966)
- Reggeltől estig (1967; rövid játékfilm)
- Szevasz, Vera! (1967)
- Szemüvegesek (1969)
- Érik a fény (1970) – Széles Gyuszi
- A legszebb férfikor (1972) – Kártyázó

### Szinkronszínészként
| Év   | Cím                 | Szereplő   | Színész    | Szinkron év |
| ---- | ------------------- | ---------- | ---------- | ----------- |
| 1956 | Az iszákosok utcája | Ray Salyer | Ray Salyer | 1980        |
| 1978 | Magasabb elv        | N/A        | N/A        | 1979        |

## Könyvek
- Böszörményi Géza: Recsk, 1950-1953; bev. M. Kiss Sándor; Interart–Csapó és Tsai Kft., Bp.–Szeged, 1990
- Böszörményi Géza: Recsk, 1950-1953. Egy titkos kényszermunkatábor története; szerk. Kiczenko Judit; 2. bőv. kiad.; Széphalom Könyvműhely, Bp., 2006 (Rejtett kulturális forrásaink)
- Böszörményi Géza: Recsk, 1950-1953. Egy titkos kényszermunkatábor története; szerk. Kiczenko Judit; 3. bőv. kiad.; Széphalom Könyvműhely, Bp., 2006 (Rejtett kulturális forrásaink)

## Díjai, elismerései
- A filmkritikusok díja (1972, 1983)
- SZOT-díj (1974)
- A filmszemle díja (1982, 1997)
- Balázs Béla-díj (1986)
- Alföld-díj (1988)
- A filmszemle fődíja (1989)
- Európa-díj (1989)
- Nagy Imre-díj (1990)
- Érdemes művész (1990)
- Magyar Művészetért díj (1991)
- A filmszemle életműdíja (1999)
- Kossuth-díj (2000) (megosztva)
- Magyar Örökség díj (2001)
- Magyar Mozgókép Mestere (2004)